# Pycnothea flynni
Pycnothea flynni is een zeespin uit de familie Ascorhynchoidea. De soort behoort tot het geslacht Pycnothea. Pycnothea flynni werd in 1940 voor het eerst wetenschappelijk beschreven door Williams. 